# 保険持株会社
保険持株会社（ほけんもちかぶがいしゃ）は、保険業法で規定されている保険会社を子会社とする持株会社のことで、内閣総理大臣の届出と認可が必要である。
2020年11月1日現在で認可されているのは16社。

## 会社の一覧
- アイペットホールディングス
- アクサ・ホールディングス・ジャパン
- アニコムホールディングス
- アフラック・ホールディングス・エルエルシー
- AIGジャパン・ホールディングス
- auフィナンシャルホールディングス
- SBIインシュアランスグループ
- MS&ADインシュアランスグループホールディングス
- ソニーフィナンシャルホールディングス
- SOMPOホールディングス
- 第一生命ホールディングス
- T&Dホールディングス
- 東京海上ホールディングス
- 日本郵政
- プルデンシャル・ホールディング・オブ・ジャパン
- 楽天インシュアランスホールディングス